# Adelphailurus kansensis
Adelphailurus kansensis és una espècie extinta de mamífer carnívor de la família dels fèlids que visqué a Nord-amèrica durant el Pliocè mitjà, fa uns 5 milions d'anys. Se n'han trobat restes fòssils a Kansas (Estats Units). Es tracta de l'única espècie del gènere Adelphailurus, encara que això podria canviar si resulta que «Felis obscura», del Pliocè inferior de Sud-àfrica, pertany al mateix gènere, com han suggerit alguns científics. Era si fa no fa igual de gros que un puma. La seva fórmula dental era {\displaystyle {\tfrac {3.1.3.1}{3.1.2?.1}}}. El nom genèric Adelphailurus significa ‘gat germà’, mentre que el nom específic kansensis significa ‘de Kansas’.